# Erlkam
Erlkam ist ein Ortsteil im Norden des Marktes Holzkirchen im oberbayerischen Landkreis Miesbach.

## Geografie
Das Dorf liegt am Teufelsgraben, eine durch Eiszeitgletscher entstandene Senke, die ungefähr in West-Ost-Richtung bis zur Mangfallschlucht verläuft, auf einer Höhe von etwa 677 m. Die Nachbarorte sind südlich Holzkirchen, östlich Föching und nordwestlich Otterfing.

## Geschichte
Eine keltische Besiedlung kann schon aus der Zeit vor etwa 2.500 Jahren nachgewiesen werden. Das kleine Dorf verdankt seinen Namen dem Flurstück Eckfeld, in dem es liegt, die Bezeichnung als Erlkam taucht ab etwa 1860 in den Karten auf.
Das bayerische Urkataster zeigt Erlkam in den 1810er Jahren als einen namenlosen Weiler mit sieben Herdstellen. Nördlich der Ansiedelung ist die denkmalgeschützte Ortskapelle aus dem 18. Jahrhundert:3 und ein etwa 750 m² großer Weiher zu sehen, der als Himmelsteich keinen oberflächigen Zu- und Ablauf hat. Siehe auch: Liste der Baudenkmale in Erlkam.
Seit den späten 1850er Jahren führt die Bayerische Maximiliansbahn (heute BOB) westlich an dem Ort vorbei.

## Infrastruktur und Sehenswertes
Das Dorf beherbergt mehrere landwirtschaftliche Betriebe. In der Dorfmitte liegt ein Löschwasserteich mit einer kleinen Andachtskapelle. Ein Bauernhof des Ortes wurde zu einem Haus der Regens-Wagner-Stiftung umgebaut.

## Kultur
Erlkam veranstaltet der bayrischen und deutschen Tradition gemäß alle 4 Jahre das Aufstellen eines Maibaums, was zentral gelegen am Löschwasserteich und der Kapelle geschieht und sich der regelmäßigen Teilnahme der Dorfbewohner, aber auch von Besuchern aus den umliegenden Gemeinden erfreut.